# 高木佑真
高木 佑真（たかき ゆま、1998年12月28日 - ）は、長崎県生まれ、神奈川県出身の女子競輪選手。日本競輪選手会神奈川支部所属、ホームバンクは川崎競輪場。日本競輪学校（当時。以下、競輪学校）第116期生。師匠は白戸淳太郎（74期）。血液型A型。吉田麻也（サッカー元日本代表）と親戚。

## 経歴
佑真の名前の由来は、アメリカの女優、ユマ・サーマンからで、父親が名付けた。出生は長崎市だが生まれてすぐに横浜市に引っ越し、そこで育つ。幼い頃は2歳上の兄とともに自宅の近くの林や原っぱを駆け回った。
小学2年生からバスケットボールを始め中学生まで続けたあと、横浜翠陵高等学校時代はサッカーに打ち込んでいた（ポジションは主にDF）。ちょうどその頃、父親が健康増進のためにとサイクリングを始めており、のちに母親とともにロードレースの大会に出るまでになった姿を見て自身も通学用のクロスバイクを乗り回すようになる。父親がスポーツ新聞社に勤務する知人にガールズケイリンについて聞き込み、自身の進路として勧めたことで、2016年の夏に両親とともに平塚競輪場でレースを生観戦、その時の競走を見て感動し、自分も感動を与えられるような選手になりたいと思い競輪選手を志したという。
それからは尾崎睦からの手ほどきも受けたが白戸淳太郎に弟子入り、現役の競輪選手らに混じってバンクで練習するようになる。練習の成果で2018年1月12日、競輪学校第116回技能試験に一発合格。
競輪学校在学中は早朝の自主トレはほとんど欠かさず、滝澤正光校長自らが選抜したエリートを鍛え上げる「T教場」でも音を上げずついてゆき、在校競走成績は6位（16勝）。卒業記念レースは7着。卒業式では報奨金賞を受賞し表彰された。
2019年7月7日、伊東温泉競輪場でデビューし3着、初勝利は同年7月20日の奈良競輪場、初優勝は2020年11月26日の松戸競輪場で挙げた（完全優勝）。
2021年、第64回オールスター競輪開催中に行われるガールズケイリンコレクションいわき平ステージ出場権を賭けた『ガールズケイリン総選挙2021』で14位となり、8月11日に行われるアルテミス賞に出場が決定。これが特別競走初出場となったが、結果7着。

## エピソード
- 奥井迪が先行する姿に憧れ、また競輪学校在学中に瀧澤校長からも「お前には先行が似合っている」とアドバイスされたこともあり、自身も先行主体で戦っている[1]。
- 料理が得意で、高木家では毎週日曜日はあっせんがない限り高木がカレーを作っているほか、仕事が忙しい母親に代わって食事を作ることもある。魚も捌ける[1]。
- 川崎競輪場がバンク改修工事で使用できなくなったあと、平塚競輪場にバンク練習へと出向いたときに高木隆弘から声を掛けられ、そこからは高木隆弘にも指導を受けるようになった[8]。ちなみに、高木真備も現役時代、高木隆弘から指導を受け、2021年のガールズグランプリを制覇している（なお、高木真備、高木隆弘はともに苗字は『たかぎ』である）。